# Западный По
За́падный По (фр. Pau-Ouest) — упразднённый французский кантон, находился в регионе Аквитания, департамент Атлантические Пиренеи. Входил в состав округа По.
Код INSEE кантона — 6448. Всего в кантон Западный По входили 6 коммун, из них главной коммуной являлась По.

## Население
Население кантона на 2012 год составляло 14 642 человека.
| 1962 | 1968 | 1975 | 1982 | 1990   | 1999   | 2006   | 2012   |
| ---- | ---- | ---- | ---- | ------ | ------ | ------ | ------ |
| —    | —    | —    | —    | 15 172 | 14 930 | 15 503 | 14 642 |

## Коммуны кантона
| Коммуна     | Население, чел. (2012) | Почтовый индекс | Код INSEE |
| ----------- | ---------------------- | --------------- | --------- |
| Желос       | 3593                   | 64110           | 64237     |
| Мазер-Лезон | 1908                   | 64110           | 64373     |
| Наркастет   | 645                    | 64510           | 64413     |
| По          | 6998                   | 64000           | 64445     |
| Ронтиньон   | 779                    | 64110           | 64467     |
| Юзос        | 719                    | 64110           | 64550     |